# Lagen om mottagande av asylsökande
Lag (1994:137) om mottagande av asylsökande m.fl. (LMA) ger framförallt asylsökande i Sverige rätt till sysselsättning och så kallat LMA-bistånd i form av logi, bostadsersättning i särskilda fall, dagersättning och särskilt bidrag. Lagen gäller även utlänning som har beviljats uppehållstillstånd med tillfälligt skydd eller som av särskilda skäl medgetts rätt att vistas i landet medan ansökan om uppehållstillstånd prövas. Lagen slår fast att detta är ett statligt ansvar och att de som omfattas ej har rätt till bistånd från kommunernas socialtjänst. 
Rättigheter enligt LMA upphör för personer som har ett utvisnings- eller avvisningsbeslut som inte längre går att överklaga, eller när tidsfristen för frivillig avresa har tagit slut. Detta gäller asylsökande som är vuxen och som inte bor tillsammans med barn under 18 år som man är vårdnadshavare för. Denna inskränkning är en ändring i LMA som började gälla den 1 juni 2016.
Biståndet till asylsökande innefattar dagersättning, som (år 2022) är mellan 12 och 24 svenska kronor exklusive matersättning, eller mellan 37 och 71 kronor inklusive matersättning, beroende på personens ålder och familjeförhållanden. Dessutom kan det efter individuell prövning ges ett särskilt bidrag för kostnader som uppstår vid särskilda behov.

## Lagen om eget boende (EBO-lagen)
Lagen om eget boende, EBO-lagen, kallas ofta tredje paragrafen tredje stycket i LMA som innebär att Migrationsverket lämnar bistånd även om den asylsökande inte önskar utnyttja en erbjuden plats på en förläggning, utan ombesörjer eget boende. Detta gäller främst dagersättning. Staten finansierar därmed enbart boende i form av anläggningsboende (ABO) på flyktingförläggning eller annan anvisad bostad, medan personer som ordnar eget boende bekostar detta själva. Bostadsersättning om 350 kr per månad eller 850 per familj beviljas dock ifall arbetstillstånd har beviljats för anställning på ort där förläggning ej kan erbjudas. Den så kallade EBO-lagen var en nyhet när LMA utfärdades 1994.

## LMA-kort
Ett LMA-kort är ett bevis på att en person är registrerad som asylsökande eller annan skyddsbehövande, och har rätt att vara i Sverige i väntan på beslut. LMA-kortet är ett plastkort med foto som har mycket kort giltighetstid, som utfärdas av migrationsverket. Asylsökande förväntas uppvisa sitt LMA-kort när man kontaktar myndigheter, eller uppge det nummer som står på LMA-kortet. Det är inte en generell identitetshandling, och gäller inte på bankerna, eftersom identiteten inte är garanterad. 
LMA-kortet krävs av många men inte alla gymnasier för att asylsökande ungdomar ska få påbörja studier, eftersom skolan annars riskerar att inte få skolpeng för eleven. Flera ungdomar i gymnasieåldern som bor i Sverige saknar idag  (2016) möjlighet att få LMA-kort, eftersom de inte är asylsökande i lagens mening utan till exempel anhöriginvandrare. De förväntas få vanliga id-kort men det tar tid, bland annat för att få personnummer och sedan id-kort som ofta kräver utredning av till exempel utländskt pass äkthet.
LMA-kortet ger rätt till en lägre avgift på apoteket för receptbelagda mediciner. LMA-kortet ger ibland lägre patientavgift inom sjukvård och tandvård.
LMA-kortet kan användas för att legitimera sig när man ska hämta ut postpaket från utlandet eller rekommenderad post från Migrationsverket. Det gäller också på inrikes tåg om legitimation krävs, dock inte i gränskontroller och ombordstigningskontroller till Sverige, till exempel Öresundsförbindelsen. Det gäller inte för att hämta ut inrikes brev eller paket (utom från Migrationsverket) och ofta inte för restauranger med åldersgräns. Migrationsverket uttrycker att LMA-kort inte är någon riktig legitimation eftersom namnet i dem bygger på den ansökandes egna uppgifter som normalt inte är kontrollerade via pass och förfrågan i hemlandet.
Asylsökande måste regelbundet byta ut sitt och sina barns kort hos den mottagningsenhet där personen är inskriven, första gången efter fyra månader, därefter var sjätte månad. Mottagningsenhet framgår av LMA-kortet.
Kortet ska återlämnas när den asylsökande får uppehållstillstånd eller måste lämna Sverige. Vid uppehållstillstånd får den asylsökande istället ett uppehållstillståndskort. LMA-korten har sämre säkerhet och förfalskningar har upptäckts vid flera tillfällen.
Vid asylansökan får den sökande ett kvitto på asylansökan, vilket delvis kan användas tills LMA-kortet har tillverkats efter någon vecka.